# Michail Bakunin
Michail Aleksandrovitj Bakunin (ryska: Михаил Александрович Бакунин, Michel Bakunin på gravstenen i Bern), född 30 maj (18 maj enligt gamla stilen) 1814 i Prjamuchino nära Torzjok i guvernementet Tver, död 1 juli 1876 i Bern, Schweiz, var en rysk revolutionär, arbetskritiker och agitator. Han är en av anarkismens förgrundsgestalter. Han var även den som översatte Karl Marx och Friedrich Engels verk Kommunistiska manifestet till ryska.

## Biografi

### Uppväxt
Bakunin föddes 1814 på fädernegodset Prjamuchino i det ryska guvernementet Tver utanför Moskva. Bakunin tillhörde den ryska överklassen och han var den äldste sonen i en gammal adelsfamilj. Han började sin bana i en kadettskola som han snart övergav.

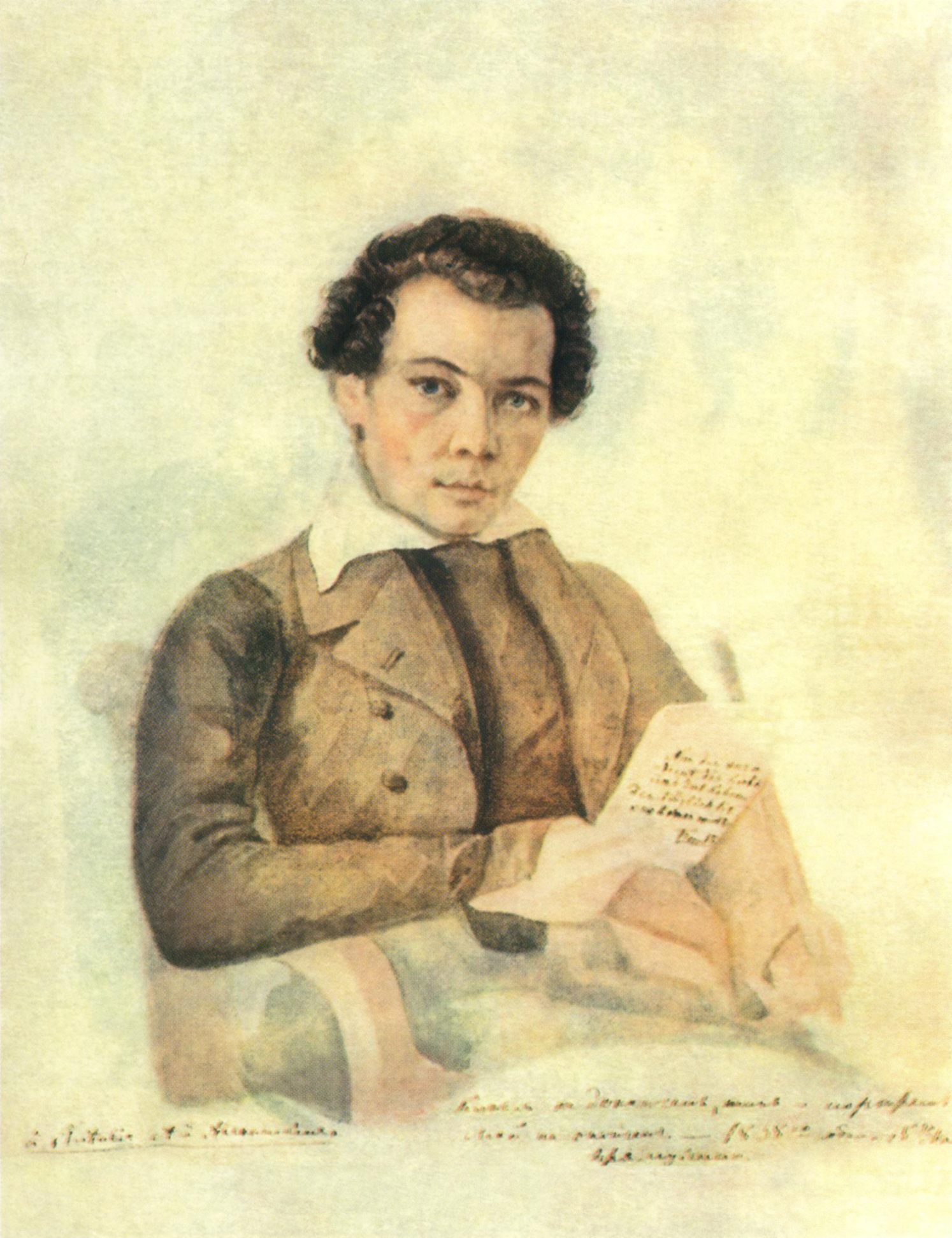
Michail Bakunin som ung. Självporträtt 1830.

År 1840 flyttade han från Moskva till Berlin. Bakunins första artikel "Reaktionen i Tyskland" (ur "Brev till en fransman") publicerades 1842 med den beryktade (och ofta missuppfattade) avslutningen "Lusten till förstörelse är också en skapande lust!" Han var nu i sina vänsterhegelianska kretsar klar över att det är negationen av det bestående som driver utvecklingen framåt. Bakunin bosatte sig i Paris där han stiftade bekantskap med två andra revolutionära intellektuella: Pierre-Joseph Proudhon och Karl Marx. I Paris deltog han också i gatustriderna mellan februari och mars under revolten 1848 och han stod för förspelet till Pariskommunen 1871 när han året innan ockuperade stadshuset i Lyon.

### Fångenskap och flykten från Sibirien
År 1849 dömdes Bakunin till inte mindre än två på varandra följande dödsstraff – med benådning. Efter deltagande i en lång rad uppror blev han gripen och inspärrad i den ökända Peter-Paulfästningen i Sankt Petersburg och uppmanad av tsaren att "bekänna sina synder". Denna bikt utvecklades snabbt till ett häftigt angrepp på tsaren, som grymtade och sade "Det blir nog bäst att han får sitta där han sitter". Den långa fängelsevistelsen försämrade hans hälsa men inte hans psykiska stabilitet.

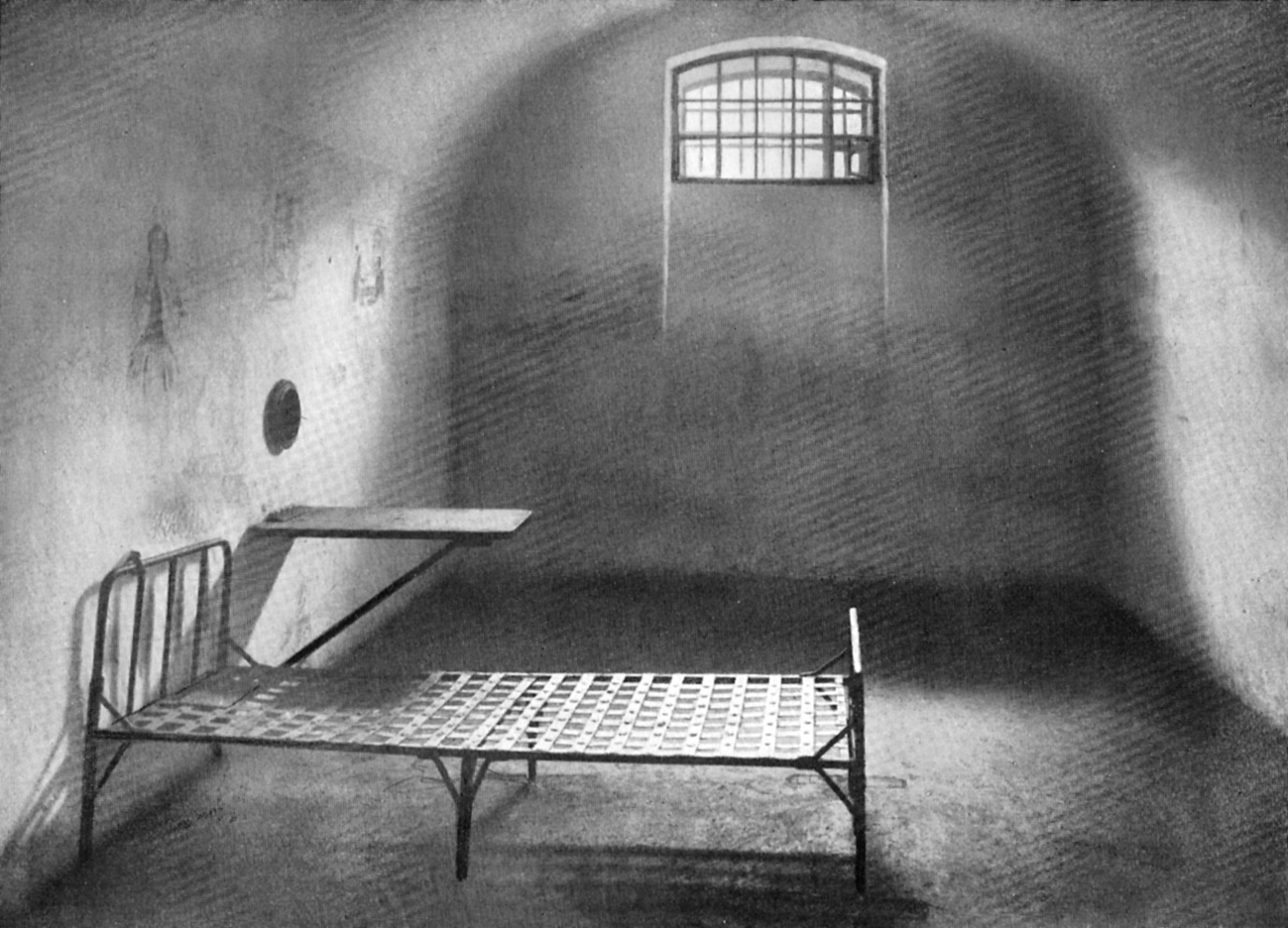
Bakunins cell i Peter-Paulsfästningen.

Fängelset byttes så mot deportering till Sibirien. Där gifte han sig 5 oktober 1858 med den 18-åriga Antonia Kwiatkowska. I juni 1861 rymde han från sin förvisningsort, något som de flesta misslyckats med. Till fots i ödemarken, med tsarens polis i hälarna och med en diet på bär och rötter, nådde han Nikolavsk vid nordöstkusten, seglade på skeppet Strelok till Kastri där han bordade ett amerikanskt handelsskepp, Vickery, som gick till Hakodate i Japan. Därefter tog han sig till Yokohama, och i oktober avseglade han till San Francisco. I november reste han österut till New York, och den 27 december 1861 dök han upp i London, där Alexander Herzen och andra gamla kamrater hälsade honom med förvåning och förtjusning. 
De hade trott att de sett Bakunin för sista gången, men som den överraskningarnas man han var gjorde han historiens längsta flykt till friheten och anlände med många historier att berätta, opåverkad av det reaktionära 1850-tal han varit isolerad från i tolv år. Han gick direkt från 1840-talets revolutioner in i det lika omvälvande 1860-talet med många nya upprorsplaner, där teori och praktik inte alltid var helt konsekventa. "Alliansen" (1868) var den av hans affinitetsgrupper som skulle få störst betydelse och som både direkt och indirekt banade vägen för den spanska revolutionen 1936.

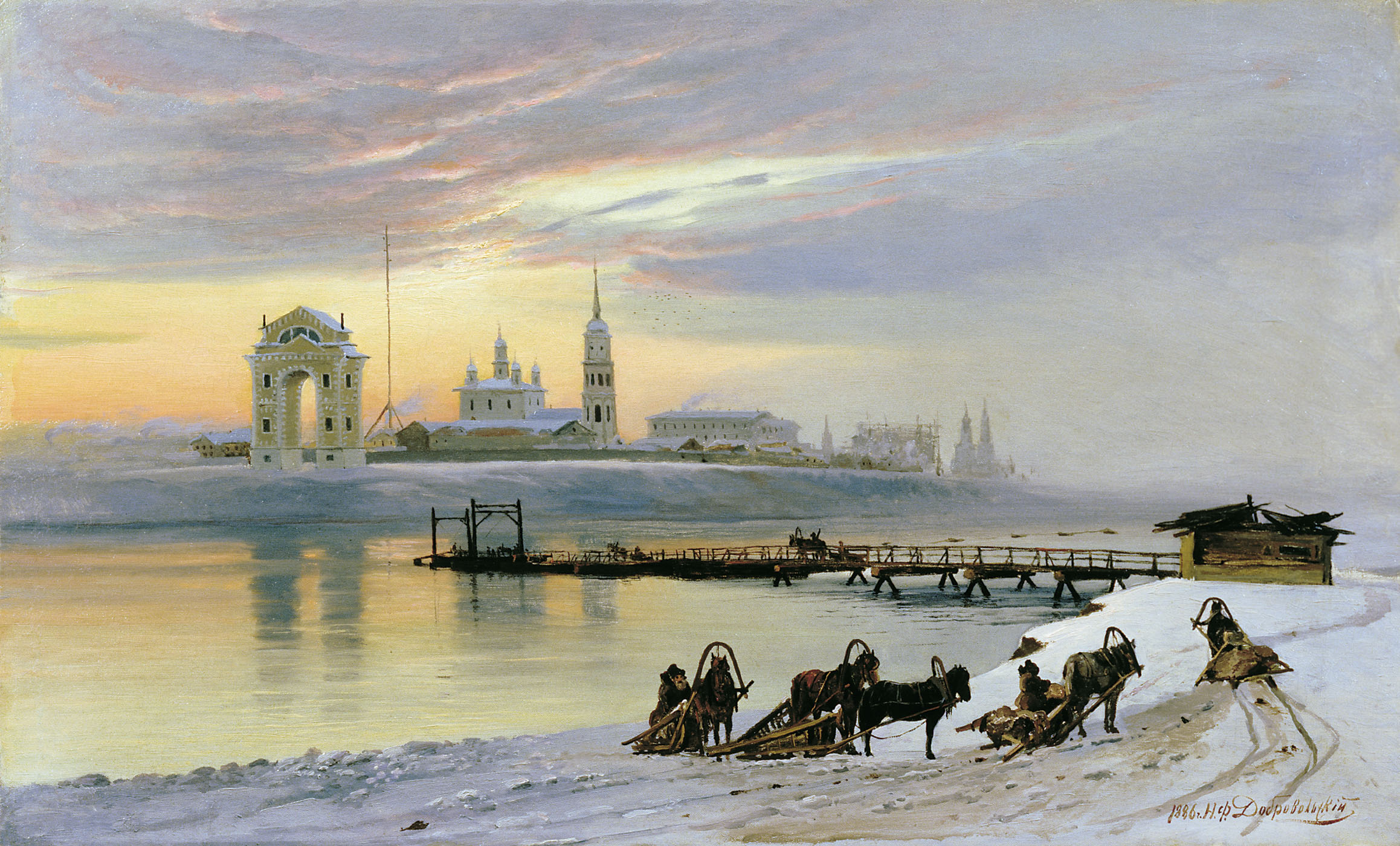
Irkutsk, Bakunins förvisningsort i Sibirien. Målning av Nikolay Dobrovolsky (1837-1900).

### Bakunin och Antonia i Sverige

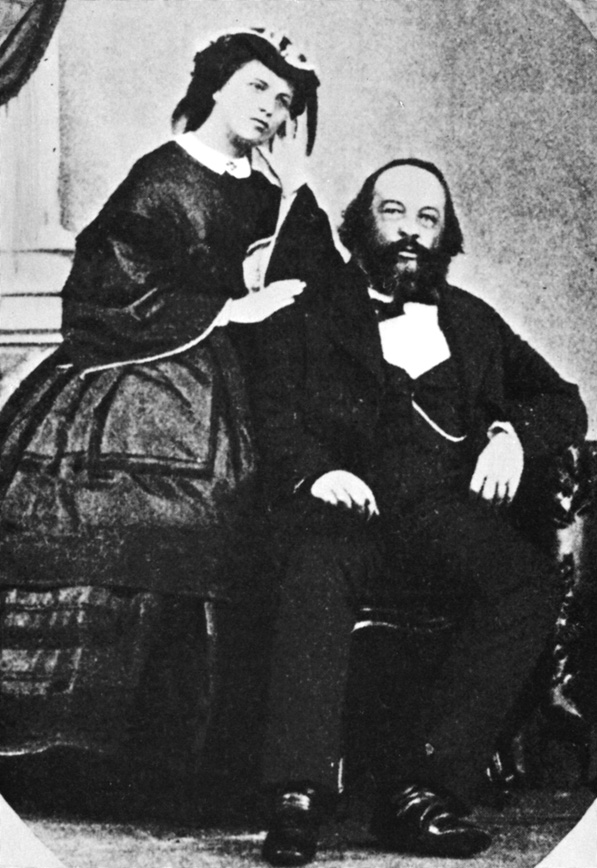
Michail och Antonia

Sverige besökte han två gånger. 1863  sammanträffade han med den utvisade finske aktivisten Emil von Qvanten. Avsikten var att han därigenom skulle komma nära polackerna som gjort en resning mot Ryssland samma år. 
I  början av mars 1863 anlände ett engelskt fartyg - Ward Jackson - till skandinaviskt farvatten. De anlände först till Köpenhamn där kapten och besättning lämnade över fartyget till de cirka 200 polacker och sympatisörer som fraktade vapen och personal till de polska revolutionärerna. Svenska myndigheter beslagtog fartyg och vapen men besättningen blev kvar 2 månader i Malmö.  Generalbefälhavaren greve von Essen beordrades till Malmö för att hålla ögonen på Bakunin.
I Malmö hamn hyllades Bakunin – som utbrast "Jag tackar det fria Sverige för Edra sympatier!" . Svenske statsministern (på den tiden justitiestatsminister) Louis De Geer skrev anonyma insändare om Bakunin i Posttidningen. Bakunin försvarade sig kraftfullt och både allmänheten – som ömmade för Polens frihet – och de liberala tidningarna, som imponerades av hans oförtröttliga frihetskamp, gav honom sina sympatier.
Regeringen var orolig för att stöta sig med tsaren, men vågade inte avvisa honom av rädsla för allmänhetens reaktioner. Bakunin träffade även Karl XV vid ett privat samtal som försäkrade honom om politisk asyl men rådde honom till försiktighet med politisk agitation i enlighet med utrikesminister Ludvig Manderströms åsikt.  En stor fest med 200 personer till bords hölls för Bakunin i Stockholm 28 maj 1863 på Hotel Phoenix, där bland andra August Blanche hyllningstalade, deklamerade dikter och skålade för Bakunin.
Bakunin skrev 1863 till Herzen att han via bokhandlare Straube hade lyckats distribuera 7000 tryckta exemplar av revolutionära budskap från Stockholm till St:Petersburg. Han ansåg sig på detta sätt ha organiserat en bas i Stockholm för det insmuggling av litteratur. 
Aftonbladet intervjuade honom i Stockholm 1864 – nu återförenad med sin hustru Antonia – om hans deltagande i striderna i Dresden: 
Sedan jag nu en gång blivit invecklad i denna kamp, tog jag den på fullt allvar, och fann det helt naturligt att man brände upp teatern och några andra hus, vilkas uppoffrande var en nödvändighet för vårt försvar. /…/ Vi höllo stånd under en veckas tid emot de förenade preussiska och sachsiska trupperna. Anländ till Chemnitz om natten, blev jag där fången genom förräderi.

### Bakunins person
Den svenske radikalliberalen August Blanche skildrade ett möte med Bakunin på följande målande sätt. "Vid första anblicken är det som om man hade för sig ett gammalt lejon"
sade han och fortsatte: 
Denne man, för vars blotta namn ett stort kejsardöme darrar, är i sitt personliga umgänge en av de älskvärdaste vi någonsin mött. Man märker snart att man framför sig har en av vår tids mest upplysta och mångkunniga personer./…/ Det finnes knappast något moment av såväl det ena som det andra inom historia, statsrätt, filosofi, konst som han ej kan förklara eller giva sin sunda kritik.

### Marx och Bakunin i Första Internationalen
I början av sin bekantskap kom Marx och Bakunin bra överens: Bakunin prisade Marx för hans analytiska förmåga och Marx kom med komplimanger bland annat om Bakunins militära begåvning.Men de politiska skillnaderna var stora och blev snart oöverkomliga. Bakunin deltog i Första internationalen, men lämnade denna efter att ha brutit med Marx. Bakunin var motståndare till all form av auktoritet, antingen det kom från staten, kapitalet eller religionen.

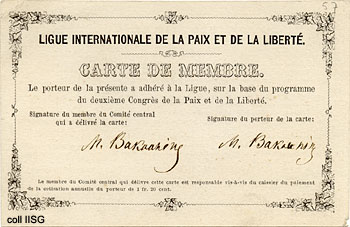
Bakunins medlemskort i organisationen Förbundet för Fred och Frihet.

Huvudanledningen till att Bakunin bröt med Marx var att de hade olika åsikter om statens och partiets roll och hur organiseringen av Internationalen skulle se ut. Bakunin, liksom Marx, predikade omstörtande av det styrande samhället och ingen av dem blundade för att detta skulle ske med våld. Bakunin såg dock som första mål att avskaffa staten. Han motsatte sig politisk kontroll och centralisering och ansåg att samhället skulle byggas nerifrån och upp, till skillnad från den "proletariatets diktatur" som Marx menade skulle leda till att arbetarklassen skulle ta makten över bourgeoisiens institutioner utan att ännu ha upphävt klasserna. Bakunin returnerade då Marx eget uttalande att "arbetarklassens frigörelse skall vara dess eget verk" till honom. Man kan säga att Bakunins linje stod närmare Internationalens ursprungliga intentioner än Marx'. Bakunisterna hade organisationer med uppemot en miljon medlemmar bakom sig, framförallt i Frankrike, Italien och Spanien, medan marxisterna hade störst inflytande i Tyskland och England.

### Sent i livet
En annan mindre lyckad bekantskap gjorde Bakunin 1869 i den unge ryssen Sergej Netjajev, som visade sig vara en farlig och fanatisk nihilist. Den ökända skriften "Revolutionärens Katekes” tillskrevs förr Bakunin men har sedermera visat sig ha Netjajev som författare. 

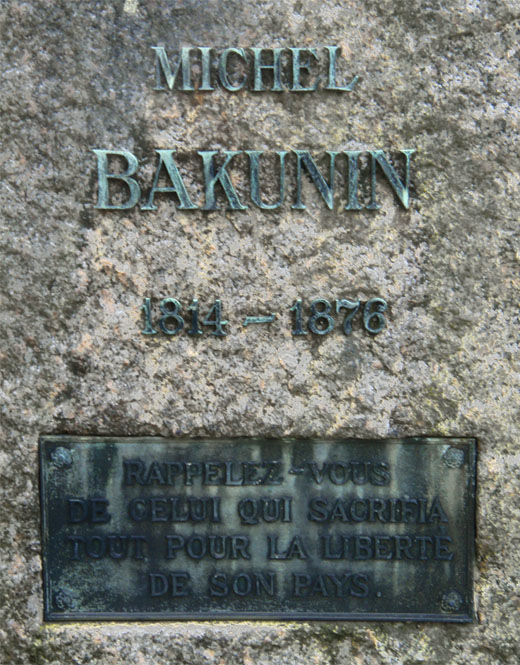
Gravstenen på Bremgartenfriedhof i Bern.

Bakunin bröt snart denna förbindelse och tog avstånd från Nechajevs våldsromantik. Bakunin var även författare, bland annat till den aldrig avslutade skriften Gud och Staten som först utkom 1882, efter hans död. 1872 bosatte han sig med Antonia i en villa i Locarno. Bakunins högsta önskan mot slutet av livet var att bokstavligen få dö på barrikaderna, och han blev därför närmast besviken över att överleva upproret i Bologna i augusti 1874. I juli 1876 avled han i Bern.

## Tänkande och inflytande
I sin kritik av Marx hävdade Bakunin att uppbyggandet av det socialistiska samhället innan staten avskaffats, skulle leda till en enorm byråkratikoloss. Marx blev själv – på grund av Pariskommunen 1871 – tvungen att omvärdera statens roll i Bakunins riktning, något som kan ses i förordet 1872 till Kommunistiska manifestet. Enligt många anarkister besannades också Bakunins påstående i och med Sovjetunionens framväxt, efter Bakunins död. Visserligen finns det också vänsterkommunister, autonoma marxister och moderna kommunister som motsatt och motsätter sig Sovjetunionens karaktär. Men Bakunins kritik var tidigare och han gick mycket längre än så.
Det var som propagandist, organisatör och revolutionär aktivist han gjorde sin främsta insats, och hans inflytande kan märkas än idag. Inte bara spanska revolutionen 1936–1939 utan också stora delar av den moderna anarkiströrelsen och flera av de andra nya sociala rörelserna i vår egen tid har inspirerats av Michail Bakunin.
Total frihet och total kärlek, det är vårt mål!
Gud och staten, liksom ytterligare politiska skrifter av honom, brändes av nazister under de landsomfattande bokbålen i Nazityskland 1933.
Sommaren 2014, 200 år efter Bakunins födelse, hölls en internationell Bakuninkonferens på fädernegodset Premukhino utanför Moskva.